# 源雅通 (宇多源氏)
源 雅通（みなもと の まさみち）は、平安時代中期の貴族・歌人。宇多源氏、権左少弁・源時通の子。源雅信の養子。官位は正四位下・右近衛中将。丹波中将と呼ばれた。

## 経歴
永延元年（987年）父の時通が出家したため、祖父・源雅信の養子になる。雅信の没後は祖母・藤原穆子に養育された。また、叔母にあたる源倫子（藤原道長室）の縁故から、道長夫妻の庇護も受けた。
長徳4年（998年）右近衛権将監に任ぜられると、左兵衛佐を経て、長保3年（1001年）右近衛少将、寛弘9年（1012年）右近衛中将と、一条・三条・後一条の三朝に渡って武官を歴任した。またこの間、一条天皇の五位蔵人・敦成親王（のち後一条天皇）家別当・冷泉院御厨別当・中宮亮（中宮：藤原妍子）なども務めた。
後一条朝の寛仁元年（1017年）7月10日に当時流行していた疫病によって卒去。最終官位は右近衛中将正四位下。

## 人物
人柄は正直で人に媚びることはなかった。春秋の逍遥遊戯に惹かれ、狩猟に耽り、栄華を好むなど罪業を積んだが、道心あって平素より法華経を読んだことから、往生を得ることができたとされる。
歌人としては、『後拾遺和歌集』に1首、『和泉式部集』に1首、『伊勢大輔集』に2首の和歌が収録されている。

## 官歴
- 長徳4年（998年） 日付不詳：右近衛権将監
- 長保元年（999年） 9月13日：見左兵衛佐[3]
- 長保3年（1001年） 正月24日?：右近衛少将[4]
- 時期不詳：正五位下
- 寛弘2年（1005年） 正月10日：五位蔵人、見正五位下[5]
- 寛弘3年（1006年） 3月4日：従四位下[6]
- 寛弘7年（1010年） 3月30日：兼木工頭[6]
- 寛弘9年（1012年） 正月27日?：右近衛中将[4]。8月11日：兼丹波守、止木工頭[6]
- 長和3年（1014年） 10月15日?：兼中宮亮（中宮：藤原妍子）[4]
- 長和5年（1016年） 正月13日?：止丹波守[4]
- 寛仁元年（1017年） 7月10日：卒去（右近衛中将正四位下）[3]

## 系譜
『尊卑分脈』による。
- 父：源時通
- 母：源堯時の娘
- 妻：不詳
- 生母不明の子女
  - 男子：源雅孝 - 従五位下
  - 男子：念真 - 東寺阿闍梨
  - 男子：行源 - 延暦寺阿闍梨
  - 男子：雅尊 - 延暦寺阿闍梨
  - 男子：念尊 - 園城寺阿闍梨
  - 女子：備前内侍
  - 女子：